# Cabildo de Caballeros y Escuderos de Cuenca
El Muy Ilustre Cabildo de Caballeros de Cuenca constituye el cuerpo colegiado de la nobleza conquense, sin perjuicio de los demás privilegios seculares reconocidos por Alfonso VIII, Sancho IV, Alfonso X y sus sucesores. Su fin primordial es la defensa de la fe católica, y su ámbito de actuación territorial se limita a Cuenca y su provincia. Desde el siglo XVI dirige y organiza la solemne procesión del Santo Entierro en la noche del Viernes Santo, participando en la misma como escolta de honor del Santo Sepulcro, en colaboración con la iglesia del Salvador, como ratifican las corcordias con la parroquia de 1927, y en coordinación con la Junta de Cofradías, organizadora y reguladora de la Semana Santa de Cuenca, declarada de Interés Turístico Internacional.

## Historia
Compuesto por Caballeros, Escuderos e Hijosdalgo sin oficio de armas con solar asentado en Cuenca, fue instituido bajo la advocación del Espíritu Santo y con el apóstol Santiago como santo patrón en el siglo XII en fechas de la reconquista de la ciudad por Alfonso VIII de Castilla, junto con otros dos cabildos: el Catedralicio o de clérigos y el de "Guisados de Caballo" formado por las milicias de caballería villana o parda.
Los estatutos tardomedievales lo denominan "Ylustre Cabildo de Caballeros Hijosdalgo de la Noble Ciudad de Cuenca". Esta nobleza local fue compaginando de forma creciente sus labores militares, concejiles y religiosas, teniendo representación tanto en el Concejo de la ciudad, participando en las decisiones y en la elección de cargos tales como los Alcaldes de Hermandad, auténticos alguaciles o comisarios de justicia, o los Caballeros de la Sierra (con la misión de vigilar los bosques, pastos y ganados), como en la Procuración en Cortes, siendo algunos de sus delegados: Gómez y Luis Carrillo de Albornoz, Mosén Diego de Valera, Lope Vázquez de Acuña, Honorato de Mendoza, hijo primogénito de Juan Hurtado de Mendoza, señor de Cañete, y de su primera mujer, doña Inés Manrique, o Luis Pacheco de Silva, señor de Villarejo de Fuentes y su tierra, hijo de don Alonso de Silva II Conde de Cifuentes Alférez Mayor de Castilla y de la varonil doña Beatriz Pacheco, condesa de Medellín con quien casó en segundas nupcias. 
El 2 de julio del año de 1565, siendo el obispo de Cuenca don Bernardo de Fresneda, confesor y consejero del rey Felipe II, se agrupó en una cofradía fundada con limpieza de sangre en la Iglesia de El Salvador por los nobles y familiares de la Inquisición Juan del Barrio y Alonso de Pedraza, bajo la advocación de la Virgen de la Soledad, de quien era muy devota la reina consorte doña Isabel de Valois. Por bula del Papa Clemente VIII de 1602, tiene el privilegio de organizar en exclusiva la procesión del Santo Entierro. Por las mismas fechas se adoptó el estandarte con el que el Cabildo se distinguiría en las ceremonias religiosas y actos públicos: un pendón de damasco negro con las Armas Reales de Castilla en el anverso y la Cruz de Sancti Spiritus en el reverso.
Mediante Real Cédula de 6 de septiembre de 1573, el Rey Felipe II se dirigió al Cabildo de Caballeros de Cuenca, así como a otras corporaciones nobiliarias, con el ánimo de que éste se constituyera en maestranza de caballería e hiciera periódicamente alardes y paradas militares que les sirviesen de entrenamiento para la guerra. Varios de estos juegos de guerra realizados por los caballeros del Cabildo se describen con detalle en las diversas visitas que los reyes hicieron a la ciudad de Cuenca.
El último hecho de armas de que tenemos constancia en el cual el Cabildo de Caballeros participó colegiadamente, reclutando a los hidalgos de Cuenca y su partido, tuvo lugar en 1706, en el marco de la Guerra de Sucesión. El Corregidor D. Gómez de Aguilera solicitó al Cabildo, cuyo maestre -o preboste, como se le llamaba entonces- era entonces don Ginés de Olivares y Arnedo, para preparar la defensa de Cuenca frente a los austriacistas. El maestre del Cabildo envió noticias a todos los hidalgos empadronados como tales en el territorio, para que ellos o sus hijos acudiesen a la capital. La afluencia fue tan masiva que no se pudo aceptar a todos, por cuanto los medios para resistir el asedio eran bastante limitados, y sólo permanecieron aquellos que traían sus propias armas. A los demás se les pidió que regresaran a defender sus lugares de residencia.
A finales del siglo XVIII incorporó asimismo a sus posesiones el llamado "vínculo de Torralba" el cual heredó de doña Petronila de Jaraba, y de cuyas rentas apenas pudo disfrutar unos pocos años antes de su desamortización.
Durante la Guerra de la Independencia tanto las imágenes como el archivo de la Cofradía fueron saqueados por las tropas francesas, según acta levantada en 1810 por D. Pascual Álvarez de Toledo, segundo Conde de Cervera, secretario de la Cofradía y miembro del Cabildo de Caballeros.
Debido a la “confusión de estados” en el S.XIX, habiendo perdido el Cabildo de Caballeros su función tanto militar, como civil-económica, continúo su función religiosa mediante el Cabildo de Nuestra Señora de la Soledad y de la Cruz (referida como «celebre y venerable hermandad de caballeros distinguidos de esta noble ciudad con la advocación de Nuestra Señora de la Soledad» en 1787; como «piadosa hermandad de caballeros nobles de Nuestra Señora de la Soledad y Santo Sepulcro» en 1834; como «Capitulo Equitum Nostrae Dominae a Solitudine et Sancti Sepulchri» en la carta de Su Santidad Leon XIII de 1903; y como «Muy Ilustre Cabildo de Caballeros de Nuestra Señora de la Soledad y del Santo Sepulcro» en 1927), el Cabildo de Caballeros ha centrado su función en la organización de la Procesión del Santo Entierro de Viernes Santo en Cuenca así como en el perfeccionamiento en la fe de sus Capitulares siempre con lealtad a la Iglesia, especialmente al Obispo de Cuenca, a su majestad el Rey y a la Patria.
En 1885 se acuerda el diseño actual de su bandera. Se conserva el Libro de Actas de sus Capítulos abierto en 1903 y sobre el cual se continúan trascribiendo en 2025 sus sesiones o juntas. En 1927 se actualizaron las concordias entre el Cabildo y la iglesia de El Salvador, donde se encuentra la capilla privativa de la corporación.
Tras los años de inactividad provocados por la Guerra Civil, durante la cual fueron asesinados ocho de sus integrantes, (siendo uno de ellos el obispo de Cuenca y Maestrante de Zaragoza, monseñor D. Cruz Laplana), la desaparición y persecución de muchos de ellos así como la destrucción de muchas de sus posesiones, entre las que se podía contar el retablo arriba mencionado, el Secretario del Muy Ilustre Cabildo de Caballeros de Nuestra Señora de la Soledad y Santo Sepulcro, D. Rogelio Sanchiz Catalán, capitular desde el 25 de febrero de 1894, se impone en 1939 la tarea de buscar a los supervivientes del Cabildo y rehacer su Capilla e imágenes vandalizadas. Finalmente, por acuerdo corporativo de 22 de julio de 1944, se actualizaron sus estatutos, siendo reconocido como congregación canónica vinculada a la Iglesia de El Salvador de la ciudad de Cuenca por decreto del obispo diocesano de 6 de marzo de 1946.
Desde 1943 el Cabildo es propietario de la imagen procesional del Cristo Yacente, obra del escultor conquense Luis Marco Pérez, para sustituir a la anterior, del S. XVII, del escultor Juan del Villar, destruida durante la Guerra Civil y desde 1959 de la de Nuestra Señora de la Soledad y de la Cruz, obra de la escultora María Alonso Pérez.
En 1966, 2018 y 2024 se vuelven a actualizar los estatutos para ponerlos al día según el Código de Derecho Canónico vigente. En 2018 la Congregación, creada por el Cabildo mediante estatutos de 1944, pasa a ser una hermandad de Semana Santa independiente del Cabildo.

## Composición
El Cabildo es el órgano colegiado de la nobleza conquense, y como tal ha sido y es reconocido por las distintas corporaciones nobiliarias españolas. Cuenta con unos 50 capitulares entre Damas y Caballeros, todos ellos con vinculación personal, familiar o histórica con la diócesis de Cuenca.
Actualmente está erigido como una asociación pública de fieles del Obispado de Cuenca. Las actuales Constituciones son de 2024. Su Sede continúa siendo la Iglesia de El Salvador en la capital conquense. El Cabildo de Caballeros está presidido por un Maestre, auxiliado en sus tareas por el Consejo Capitular compuesto por las siguientes Dignidades: un Clavero, un Canciller-Secretario, un Prior, un Tesorero, un Maestro de Ceremonias, un Prioste y los Vocales que el Maestre considere necesarios, siendo al menos dos de ellos los encargados de la Junta de Probanza. El órgano supremo de gobierno es el Capítulo, compuesto por todos los Caballeros.
Su misión principal, además de la histórica organización de la procesión del Santo Entierro, que tiene lugar en Cuenca el Viernes Santo, y la cual lleva celebrándose desde el S. XVI, (donde procesionan dos de sus imágenes), es el perfeccionamiento en la Fe de sus capitulares siempre con lealtad a la Iglesia, especialmente al Obispo de Cuenca, a su majestad el Rey y a la Patria.
Asimismo, el Cabildo organiza, y participa en, actividades culturales y benéficas así como la concesión de becas de estudio.
Generalmente se celebran dos o tres capítulos anuales coincidiendo con las festividades más relevantes en Cuenca; San Julián (28 de enero), San Mateo (21 de septiembre) y Viernes Santo, fechas en las que se producen los nuevos ingresos.
Los deberes del Caballero son ejercer el apostolado seglar y defender los derechos de Dios y de su Iglesia, imponiendo su autoridad e influencia en la represión de la blasfemia; cuidar de que sus familiares cumplan fielmente con las obligaciones cristianas y llevar él mismo una vida cristiana con arreglo a los preceptos de la Iglesia católica, sirviendo de ejemplo a los demás. Los Caballeros Capitulares se ajustarán en todos sus actos a las normas de hidalguía, piedad y dignidad a que les obliga la Cruz que ostentan en su manto.

## Uniformidad
El manto capitular, utilizado únicamente en las ceremonias religiosas, es blanco y cerrado, con vueltas o embozos de color rojo y tres agremanes de lo mismo al frente, sobre el que se coloca con dos vueltas un cordón pendiente del cuello del mismo color que termina en sendas borlas grandes también rojas. A su costado izquierdo, a la altura del pecho, la venera de la Corporación: Cruz roja flordelisada sobre círculo centrado de lo mismo. Se acompaña con birreta romana blanca de tres orejetas, terminada por una borla negra y roja. Guantes blancos.
El uniforme civil, con sable de media cazoleta dorada, se compone de una levita-guerrera blanca con peto del mismo color ribeteado de rojo. Botones dorados con la venera del cabildo grabada en rojo, y hombreras y bocamangas bordadas con la misma. En el pecho, sobre el peto, la venera. Su pantalón es negro con galón de oro ceñido por cinturón rojo con chapa dorada, sobre la que se verá la venera esmaltada en su color. Botín negro con espolines dorados. El sombrero, negro de dos picos, con plumero escarlata y negro. En las ceremonias civiles a las que se asistiese con uniforme distinto al de la Corporación, podrá llevarse pendiente del cuello y colgada de cordón de seda rojo la venera, estando admitido que en traje de etiqueta, hoy chaqué, pueda pender sobre la solapa con cinta roja. Y también que pueda colocarse miniatura en el de uso ordinario sobre el ojal.